# Wegscheiderite
La wegscheiderite è un minerale.